# 3429 Chuvaev
3429 Chuvaev eller 1974 SU1 är en asteroid i huvudbältet som upptäcktes den 19 september 1974 av den ryska astronomen Ljudmila Tjernych vid Krims astrofysiska observatorium på Krim. Den har fått sitt namn efter astronomen Konstjantyn Tjuvajev (1917–1994).
Asteroiden har en diameter på ungefär åtta kilometer.